# Сретенский орден
Сретенский орден — государственная награда Республики Сербия.

## История
Сретенский орден был учреждён Законом 26 октября 2009 года «О наградах Республики Сербия» как почётная награда для граждан страны и иностранцев за заслуги в общественных, экономических, культурных, образовательных, спортивных и гуманитарных областях общественной деятельности. 
Орден присуждается указом Президента Сербии и вручается, как правило, в День государственности ежегодно 15 и 16 февраля, и может вручаться как физическим лицам, так и организациям и учреждениям.
За основу дизайна ордена взят Орден Таковского креста.

## Степени
Орден имеет три класса:
- Кавалер ордена 1 степени — знак ордена на чрезплечной ленте, звезда ордена на левой стороне груди.
- Кавалер ордена 2 степени — знак ордена на шейной ленте.
- кавалер ордена 3 степени — знак ордена на нагрудной ленте, сложенной треугольником.

## Описание
Знак ордена – золотой мальтийский крест белой эмали коронованный золотой княжеской шапкой и наложенный на андреевский крест красной эмали. В центре креста круглый медальон красной эмали с каймой синей эмали. В медальоне прямой крест белой эмали с золотыми геральдическими огнивами по углам от него. На кайме надпись: по окружности «СРЕТЕЊЕ 15. ФЕБРУАР», внизу — «1835».
Реверс знака аналогичен аверсу, за исключением: в медальоне по центру год «1835», на кайме вверху «СРЕТЕЊЕ», внизу — «15. ФЕБРУАР». На перекладинах андреевского креста изображения золотых геральдических огнив.
Знак при помощи кольца крепится к орденской ленте.
Звезда ордена серебряная восьмиконечная, формируемая пучками разновеликих двугранных заострённых лучиков, расположенных пирамидально. В центре звезды знак ордена.
Лента ордена красного цвета с голубой и белой полосками по краям.

### Символы
Символами ордена являются орденские планки. 
| Орденские планки         | Орденские планки         | Орденские планки         |
| ------------------------ | ------------------------ | ------------------------ |
| Кавалер ордена 1 степени | Кавалер ордена 2 степени | Кавалер ордена 3 степени |
|                          |                          |                          |
|                          |                          |                          |